# Ajaraneola mastigophora
Espèce
Ajaraneola mastigophora est une espèce d'araignées aranéomorphes de la famille des Salticidae.

## Distribution
Cette espèce est endémique de l'État de Cross River au Nigeria,. Elle se rencontre sur le plateau Obudu

## Description
La carapace du mâle holotype mesure 2,8 mm de long sur 2,2 mm et l'abdomen 2,8 mm de long sur 1,7 mm.

## Publication originale
- Wesołowska & Russell-Smith, 2011 : « Jumping spiders (Araneae: Salticidae) from Southern Nigeria. » Annales Zoologici, Warsaw, vol. 61, no 3, p. 553-619.